# Stazione di Antivari
La stazione di Antivari è la stazione principale della città di Antivari in Montenegro, che fa da capolinea alla linea Belgrado-Antivari.

## Dati ferroviari
La stazione presenta tre binari utilizzati per il servizio viaggiatori e cinque utilizzati per i treni merci.

## Movimento passeggeri e ferroviario
Nella stazione fermano tutti i treni provenienti da Podgorica. Il movimento passeggeri è buono in tutte le ore del giorno.

## Servizi
La stazione dispone di:
- Biglietteria
- Servizi igienici